# Bistum Pingliang
Das Bistum Pingliang (lat.: Dioecesis Pimliamensis) ist ein römisch-katholisches Bistum mit Sitz in Pingliang in der Volksrepublik China.

## Geschichte
Papst Pius IX. gründete mit dem Breve Longinquis in regionibus das Apostolische Präfektur Pingliang am 25. Januar 1930 aus Gebietsabtretungen des Apostolischen Vikariats Qinzhou. Mit der Apostolischen Konstitution Indefesso constantique wurde es am 11. April 1946 zum Bistum erhoben. Einziger offizieller Bischof war Ignacio Gregorio Larrañaga Lasa OFMCap (1930–1975).
Im Jahr 1988 wurde Philippe Ma Ji von der Chinesischen Katholisch-Patriotischen Vereinigung zum offiziellen Bischof ernannt, der am 11. Februar 1999 starb. Am 5. September 1999 folgte der illegale Bischof Nicholas Han Jide, der im September 1996 von Philippe Ma Ji geweiht wurde, der ihn später als seinen Nachfolger auswählte. Am 22. September 2018 wurde dieser jedoch durch Papst Franziskus anerkannt.

## Ordinarien
- Ignacio Gregorio Larrañaga Lasa OFMCap (1930 – 1975)
- Philipp Ma Qi (1987 – 1999)
- Nicholas Han Jide OFMCap seit 1999